# Butte (Nebraska)
Butte é uma vila localizada no estado americano de Nebraska, no Condado de Boyd.

## Demografia
Segundo o censo americano de 2000, a sua população era de 366 habitantes. 
Em 2006, foi estimada uma população de 334, um decréscimo de 32 (-8.7%).

## Geografia
De acordo com o United States Census Bureau, a localidade tem uma área de 1,1 km², sem área coberta por água. Butte localiza-se a aproximadamente 552 m acima do nível do mar.

## Localidades na vizinhança
O diagrama seguinte representa as localidades num raio de 24 km ao redor de Butte. 